# Cilegon
Cilegon è una città (kota) dell'Indonesia, nella provincia di Banten.